# Kiltsa
Kiltsa (en rus: Кильца) és un poble de l'óblast d'Arkhànguelsk, a Rússia, segons el cens del 2012 tenia 76 habitants.